# Zambie aux Jeux olympiques d'été de 2000
La Zambie participe aux Jeux olympiques d'été de 2000 à Sydney. Sa délégation est composée de 8 sportifs issus de l'athlétisme, de la boxe et de la natation. Son porte-drapeau est Samuel Matete et au terme des Olympiades, la nation n'est pas à proprement classée puisqu'elle ne remporte aucune médaille. 

## Nombre d'athlètes qualifiés par sport
Voici la liste des qualifiés et sélectionnés Zambien par sport (remplaçants compris) :
| Sport      | Hommes | Femmes | Total |
| ---------- | ------ | ------ | ----- |
| Athlétisme | 3      | 1      | 4     |
| Boxe       | 2      | 0      | 2     |

## Liste des médaillés zambiens
Aucun athlète zambien ne remporte de médaille durant ces JO.

## Athlétisme

### Hommes
| Athlète         | Épreuve     | Séries         | Séries | Quarts de finale | Quarts de finale | Demi-finales | Demi-finales | Finale  | Finale  |
| Athlète         | Épreuve     | Temps          | Rang   | Temps            | Rang             | Temps        | Rang         | Temps   | Rang    |
| --------------- | ----------- | -------------- | ------ | ---------------- | ---------------- | ------------ | ------------ | ------- | ------- |
| Chungu Chipako  | 1 500 m     | 3 min 49 s 79  | 12e    | Eliminé          | Eliminé          | Eliminé      | Eliminé      | Eliminé | Eliminé |
| Sam Mfula Mwape | 5 000 m     | 13 min 41 s 72 | 14e    | Eliminé          | Eliminé          | Eliminé      | Eliminé      | Eliminé | Eliminé |
| Samuel Matete   | 400 m haies | 48 s 98        | 1er    | Non disputé      | Non disputé      | 48 s 98      | 3e           | Eliminé | Eliminé |

### Femmes
| Athlète       | Épreuve | Séries  | Séries | Quarts de finale | Quarts de finale | Demi-finales | Demi-finales | Finale  | Finale  |
| Athlète       | Épreuve | Temps   | Rang   | Temps            | Rang             | Temps        | Rang         | Temps   | Rang    |
| ------------- | ------- | ------- | ------ | ---------------- | ---------------- | ------------ | ------------ | ------- | ------- |
| Lilian Bwalya | 400 m   | 54 s 77 | 7e     | Eliminé          | Eliminé          | Eliminé      | Eliminé      | Eliminé | Eliminé |

## Boxe

### Hommes
| Athlète          | Catégorie     | 16e de finale       | 8e de finale            | Quart de finale     | Demi-finale         | Finale              |
| Athlète          | Catégorie     | Adversaire Résultat | Adversaire Résultat     | Adversaire Résultat | Adversaire Résultat | Adversaire Résultat |
| ---------------- | ------------- | ------------------- | ----------------------- | ------------------- | ------------------- | ------------------- |
| Kennedy Kanyanta | Poids mouches | Non disputé         | Défaite Kazakhstan 9-12 | Eliminé             | Eliminé             | Eliminé             |
| Ellis Chibuye    | Poids welters | Défaite Cuba 4-18   | Eliminé                 | Eliminé             | Eliminé             | Eliminé             |